# ハリウッド映画賞
ハリウッド映画賞 (ハリウッドえいがしょう、Hollywood Film Awards) は、アメリカ合衆国の映画の賞である。1997年、カルロス・デ・アブレウ (Carlos de Abreu) とジャニス・ペニントン (Janice Pennington) によって創設された。毎年10月頃に開催される。審査員のメンバーは公表されていない。